# Quan el mal ve d'Almansa…
Quan el mal ve d'Almansa... (PDI, 1979) és el títol del quart disc de llarga durada d'Al Tall i, presumiblement, el més emblemàtic de tota la seua discografia pel nombre de peces (principalment de la cantata) que formen part del repertori habitual en directe.

## Història
Sovint ressenyat com un dels punts culminants de la carrera del grup, sorprenentment arribava en un moment crític per al conjunt després de la mort d'Enric Ortega. El títol és una dita popular («quan el mal ve d'Almansa, a tots alcança») que fa referència a l'etapa valenciana de la Guerra de Successió (1705-1707), tema al voltant del qual giren la meitat de les cançons.
En parlar de la concepció del disc com a unitat s'assenyala la Cantata Santa María de Iquique de Quilapayún (1970) i la Cantata del mencey loco de Los Sabandeños (1976), si bé Quan el mal ve d'almansa... s'aproxima més a Los comuneros del Nuevo Mester de Juglaría (1976) en el temps i en l'espai: Lladres, de fet, està basada en un fandango castellà aportat per Eliseo Parra paregut al Canto de esperanza del disc adés esmentat (i que, alhora, enllaça amb el de l'El ejército del Ebro).
Editat per primera volta en CD el 1994, l'any 2007 Picap es va fer amb els drets del catàleg de PDI i el reeditava en una edició especial commemorativa del 300 aniversari de la batalla d'Almansa.

## Estructura
- Cara A

1. Dansa de nanos (1'58")
2. Processó
  1. Introducció (0'39")
  2. Dansa (1'54")
  3. Processó (1'58")
3. El 2 i 15 (2'00")
4. Romanç de cec (3'42")
5. Lladres (3'01")
6. Cant de maulets (2'28")
7. Albaes (2'15")

- Cara B

1. Polca (1'19")
2. Nuclears?... No, gràcies (4'33")
3. La colometa (2'48")
4. Bolero (2'54")
5. Per culpa (1'36")
6. El fantasma (2'33")
7. A Miquel Grau (3'04")

Les catorze pistes del disc estan clarament dividides en dues parts iguals coincidents amb les dues cares del vinil original: en la primera es troba la cantata que dona nom al treball; en la segona, set cançons soltes d'idiosincràsia diversa entre les quals destaquen Nuclears?... No, gràcies -que, en un principi anava a ser el leitmotiv de la cantata- i les dues últimes aportacions d'Ortega al grup abans del seu traspàs, Bolero i A Miquel Grau (esta última ja editada l'any anterior com a senzill).